# Guerra romano-persiana del 502-506
La guerra di Anastasio o guerra romano-persiana del 502-506 fu una guerra combattuta, appunto tra il 502 e il 506, tra l'Impero romano d'Oriente, governato dall'imperatore Anastasio I, e l'impero persiano dei Sasanidi. Fu il primo scontro dopo un lungo periodo di pace e, sebbene conclusosi con un nulla di fatto dal punto di vista dei cambiamenti territoriali, segnò l'inizio di una serie di scontri tra i due imperi vicini.

## Cause della guerra
L'Impero romano e l'impero persiano dei Sasanidi avevano goduto di un lungo periodo di pace dal 384, anno dell'ultimo cambiamento della frontiera con la spartizione dell'Armenia.
Diversi fattori minarono la pace, ma principalmente la guerra fu causata da problemi finanziari del sovrano sasanide. Kavad I era stato infatti spodestato ed era tornato sul trono sasanide nel 498, ma doveva pagare un tributo agli Eftaliti (Unni bianchi) per il sostegno ricevuto; inoltre il Tigri aveva recentemente cambiato il proprio corso nella Mesopotamia meridionale, causando carestie e alluvioni. Kavad decise allora di chiedere un aiuto finanziario ai Romani, come già avvenuto in passato; Anastasio I, consultatosi con i propri consiglieri, decise di non rafforzare il suo nemico con il proprio denaro, contando sulla possibilità che Sasanidi ed Eftaliti si scontrassero indebolendosi. Kavad, allora, rafforzò l'alleanza con gli Eftaliti, gli Arabi e gli Armeni, e attaccò i Romani, intendendo così ottenere il denaro necessario.

## Attacco persiano
Nell'agosto 502 Kavad catturò facilmente l'impreparata città di Teodosiopoli, capitale dell'Armenia Interna, forse con l'aiuto di qualche locale; ad ogni modo, la città non aveva guarnigioni a difenderla ed era poco fortificata. Venuto a conoscenza dell'attacco, Anastasio inviò Rufino a parlamentare con Kavad, che però si mosse verso sud, passò da Martiriopoli dove ottenne due anni di tasse dal locale satrapo Teodoro e assediò l'importante fortezza frontaliera di Amida, malgrado l'impegno di Rufino, per tutto l'autunno del 502 e l'inverno 502/503. I difensori, sebbene non ricevessero rinforzi, respinsero gli assalti persiani per tre mesi, dimostrandosi un obiettivo ben più difficile di quanto previsto dal sovrano sasanide, ma alla fine cedettero e la città cadde. Per tutto il 503 i Romani tentarono inutilmente di riprendere Amida, mentre Kavad si trovava con l'esercito in Osroene, anch'esso impegnato in un inutile assedio ad Edessa.
Nel maggio 503 l'imperatore Anastasio I inviò i generali Patricio, Areobindo e il proprio nipote Ipazio a comandare le truppe romane contro i Sasanidi, per tentare una riscossa.
Quello stesso mese, accampato con 12 000 uomini a Dara, Areobindo fu attaccato da un esercito persiano proveniente da Singara: inizialmente sconfisse il nemico e lo inseguì fino a Nisibis, dove però non ottenne ulteriori successi.
Intanto Patricio e Ipazio, con 40 000 uomini, avevano invaso l'Arzazene, prendendo molti prigionieri e distruggendo le infrastrutture difensive; accampatisi nei pressi di Amida, non si mossero malgrado la richiesta di aiuto da parte di Areobindo, impegnato nelle operazioni nei pressi di Nisibis. Si allontanarono all'inseguimento di alcuni nemici, ma un prigioniero promise loro di tradire Amida e Ipazio e Patricio tornarono alla città, senza però riuscire a prenderla.
Poiché a Nisibis i Persiani avevano ricevuto rinforzi da Unni e Arabi, Areobindo fu costretto a ritirarsi, prima a Constantina e poi a Edessa (luglio 503). Tra agosto e settembre fu assediato in quella città da Kavad I; Areobindo cercò di corrompere il sovrano sasanide, affinché togliesse l'assedio, ma senza successo. Quando il re si ritirò, il generale premiò gli abitanti della zona che erano rimasti fedeli. Kavad e il grosso dell'esercito sasanide presero allora di sorpresa Ipazio e Patricio, i quali ad agosto si erano avventurati nell'inseguimento di un gruppo di Eftaliti sconfitti, e li costrinsero a ripiegare su Samosata. Questa sconfitta e il generale cattivo andamento della guerra furono attribuiti all'incapacità di Patricio e Ipazio: solo il secondo, però, fu sollevato dal comando, mentre Patricio rimase al suo posto fino alla fine della guerra
I Sasanidi avevano il controllo della fortezza frontaliera di Amida, in cui decisero di raccogliere gli armamenti per il resto dell'offensiva. Sentita questa notizia nel gennaio/febbraio 504, Patricio si mosse da Melitene, dove il suo esercito stava svernando, e attaccò Amida, catturando un convoglio persiano che portava rifornimenti alla città. Al sopraggiungere dei rinforzi persiani, Patricio arretrò le proprie truppe, per poi attaccare i nemici e sconfiggerli, catturandone i comandanti; infine, pose nuovamente sotto assedio la città.
Nell'estate 504 Areobindo attaccò l'Armenia sotto il controllo persiano, devastandola senza incontrare ostacoli; poi raggiunse Nisibis, dove pose un agguato, e da qui ritornò ad Amida, dove fu successivamente raggiunto dal sostituto di Ipazio, Celere, con il grosso delle truppe romane. Patricio riuscì a minare e a far crollare un tratto delle mura cittadine esterne, ma i Persiani aumentarono la vigilanza e il comandante romano non poté proseguire nell'azione. Quando Celere lasciò Amida per attaccare il territorio persiano con il grosso dell'esercito, Patricio rimase ad Amida; qui riuscì a far cadere in una imboscata e ad uccidere il generale Glones e i suoi uomini.
Tra il tardo 504 e l'inizio del 505, le ostilità cessarono: gli Unni avevano infatti invaso l'Armenia dal Caucaso e i due imperi belligeranti si accordarono per una tregua, allo scopo di affrontare il pericolo comune. Dopo aver organizzato la consegna del riscatto per Amida, Patricio tornò a Melitene.
Nel 506, durante i negoziati di pace, i Romani, temendo un tradimento, arrestarono gli ufficiali persiani, che, una volta liberati, si stabilirono a Nisibis. Il trattato di pace fu finalmente stipulato nel novembre 506, ma non ne sono noti i termini. Lo storico Procopio afferma che aveva durata sette anni, ed è probabile che prevedesse pagamenti ai Persiani.

## Conseguenze
La facilità con cui l'esercito persiano aveva saccheggiato le province frontaliere fece comprendere ai Romani i problemi del loro sistema di difesa; principalmente questa debolezza era causata dalla mancanza di una base militare nelle immediate vicinanze della frontiera, ruolo svolto per i Persiani da Nisibis (così come la stessa città aveva svolto lo stesso ruolo per i Romani fino alla sua perdita nel 363). Anastasio I decise allora di costruire una nuova, grande città-fortezza, Dara, a partire dal 505; anche le altre fortezze danneggiate dalla guerra furono sottoposte a ricostruzioni. Questo rafforzamento fu però la causa di contrasti con i Sasanidi, che ritenevano la costruzione di una fortezza in contrasto con i termini del trattato del 422: Anastasio, però, comprò l'assenso persiano, e nel 507/508 le mura della nuova fortezza furono pronte.